# 馬賽 (臺灣)
馬賽（巴賽語：Basay）是臺灣宜蘭縣蘇澳鎮的一個傳統地域名稱，位於該鎮北半葉的北部。相較於今日行政區，其範圍大致包括存仁里西北端、永榮里不含東南端及西南端、龍德里東部、新城里東北端凸出部分。

## 歷史
清朝治理台灣末期，馬賽地區為一街庄，稱為「馬賽庄」，隸屬於利澤簡堡。該庄東與功勞埔庄為鄰，南與隘丁庄為鄰，西邊為新城庄，西北邊為隆恩庄，北邊為猴猴庄。
1901年（日明治三十四年）11月，該庄隸屬於宜蘭廳，編入第十三區。1905年（明治三十八年）7月，該區改名為「利澤簡區」。1920年（大正九年），該庄改制為「馬賽」大字，隸屬於臺北州蘇澳郡蘇澳庄。1933年，蘇澳庄升格為蘇澳街。
戰後蘇澳街改制為蘇澳鎮，隸屬於臺北縣，大字亦改制為里。1950年10月，北、基、宜分治，蘇澳鎮改隸屬於宜蘭縣。

## 聚落
本地區發展較早的聚落為馬賽，在日治期初期的官方地圖上已有記載。

## 交通
省道台2線（蘇濱路三段～二段）是淡水關渡大橋至蘇澳的幹道，為台灣濱海公路系統之一，其中基隆至蘇澳路段又稱為「北部濱海公路」，大致以縱向轉西北－東南走向經過馬賽地區。由該道路向北轉北北東再轉北北西可前往五結東部、壯圍、頭城、貢寮、瑞芳等地，向東南可前往港口、蘇澳市區並止於省道台9線路口。
省道台2戊線（蘇濱路三段、大同路）是五結鄉新店至聖湖的幹道，大致以縱向與省道台2線共線自本地區北部邊界入境，至大同路路口轉南南東獨行，後轉南於本地區南部邊界西端出境。由該道路向北可前往猴猴、成興、利澤簡並止於其東北部邊界處省道台2線路口，向南可前往隘丁、糞箕湖並止於省道台9線路口。
鄉道宜40線（光榮路、永愛路、存仁路）是馬賽至大坑罟的道路，其西側端點位於本地區西南側省道台2戊線路口。由此向東行至省道台2線路口，轉北偏東沿永愛路而行，後轉東偏北沿存仁路而行，出境後可前往功榮埔地區的大坑罟並止於聚落西北側。
鄉道宜42線（隘界路）是新城至嶺腳的道路，大致以西偏北－東偏南走向經過本地區南部邊界地帶東段。由該道路向西偏北轉南偏西再轉西偏南可經由隘丁北部西側邊界地帶前往新城並止於台鐵新馬車站西北側，向東偏南可前往港口並止於岳明新村東南側。

## 學校
- 馬賽國小
- 文化國中